# カメルレンゴ

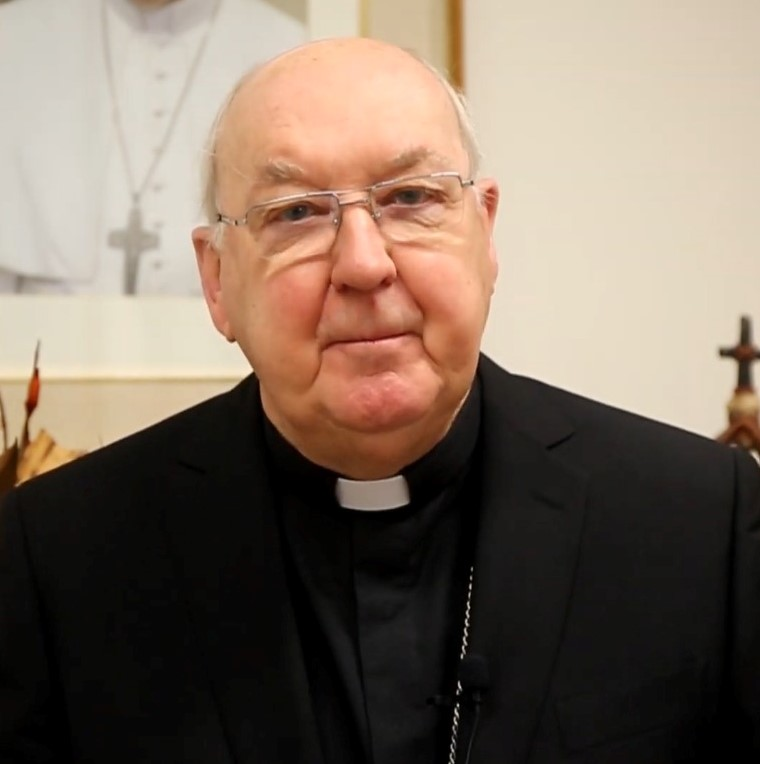
ケビン・ファレル

カメルレンゴの紋章の基本形

カメルレンゴ （Camerlengo）とは、ローマ教皇庁の役職で、ローマ教皇の秘書長。枢機卿の中からローマ教皇によって指名される。使徒座空位の際の使徒座空位期間事務局の長官で、教皇代理となる。また、枢機卿団の事務長として、バチカンにおいて使徒座空位の間のみ有効な切手や貨幣を発行する権限がある。この場合は、教皇の肖像や教皇紋章に代えてカメルレンゴの紋章を用いる。
使徒座空位になっても首席枢機卿とカメルレンゴは解任されることなく職務を行える。
現在のカメルレンゴはケビン・ファレル枢機卿（2019年2月14日 - ）。